# Irma la Douce
Pour les articles homonymes, voir Irma la Douce (homonymie).
Irma la Douce est une comédie musicale française en deux actes d'Alexandre Breffort, musique de Marguerite Monnot, créée à Paris le 12 novembre 1956 au théâtre Gramont.
Adaptée en anglais, elle a connu un très grand succès à partir de 1958 à Londres dans une mise en scène de Peter Brook, puis à Broadway. Elle fut adaptée en 1963 au cinéma par Billy Wilder et I. A. L. Diamond, sous forme d'un film non musical de même nom avec Jack Lemmon et Shirley MacLaine.

## Distribution originale
- Colette Renard : Irma la Douce
- Michel Roux : Nestor le Fripé
- René Dupuy : Bob le Hotu
- Maurice Chevit : Jojo les-Yeux-sales
- Georges Aubert
- Georges Audoubert
- Georges Barreau
- Jacques Dynam
- Jacques Ferrière
- Guy Piérauld
- Philippe Nyst
- Jean-Paul Richez
- Pierre Roussel
- Jean Saudray
- Pierre Tornade
- Franck Valmont

Mise en scène : René Dupuy

## Distinctions
- Elizabeth Seal remporta le Tony Award de la meilleure actrice de comédie musicale à Broadway.

## Production

### Une comédie musicale française
À l'origine d'Irma la Douce, il y a eu une courte pièce d'Alexandre Breffort, Les Harengs terribles. Mise en musique par Marguerite Monnot, cette comédie raconte l'histoire d'un étudiant en droit fauché, Nestor le Fripé, qui tombe amoureux d'une prostituée, Irma la Douce, et devient son protecteur. Jaloux de ses clients, il se déguise en Oscar, vieil homme riche qui rend visite à Irma et la paie pour sa conversation, devenant son unique client. Mais Nestor se fatigue à travailler énormément pour entretenir son double, et il décide de « tuer » son alter ego. Quand le vieil homme disparaît, il est inculpé du meurtre et condamné au bagne. Il parvient à s'échapper et finit par prouver son innocence en faisant réapparaître le vieil homme. Les deux amoureux se retrouvent et adoptent deux jumeaux, Nestor et Oscar.
Après avoir — sans succès — proposé le rôle-titre à Juliette Gréco, puis à Colette Deréal (qui l'avait même répété), Paul Péri, mari de Marguerite Monnot, remarqua Colette Renard à la télévision et l'engagea. Colette Renard fit ainsi ses débuts de comédienne, aux côtés d'acteurs confirmés comme Michel Roux, et accéda ainsi à la notoriété. La pièce connut un grand succès en France, restant quatre ans à l'affiche du théâtre Gramont (962 représentations) puis, en 1967, à l'Athénée avec Franck Fernandel dans le rôle de Nestor.
Elle fut reprise :
- en 1977 au théâtre Fontaine, avec Joëlle Vauthier et Georges Beller ;
- en 1978 à Nantes avec Francine Bouffard dans une mise en scène de Jean-Luc Tardieu (qui joue aussi le rôle de Nestor), reprise en 1981 avec Joëlle Vauthier ;
- en 1992 à l'Esplanade de Saint-Étienne, dans une mise en scène de Bernard Pisani, avec Sophie Destaing, Éric Boucher et Thierry Desroses ;
- en 2000, au théâtre national de Chaillot dans une mise en scène de Jérôme Savary avec Clotilde Courau (Irma) et Arnaud Giovaninetti (Nestor) ; reprise à l'Opéra-Comique en 2001-2002.
- en 2015, au théâtre de la Porte-Saint-Martin dans une mise en scène de Nicolas Briançon avec Marie-Julie Baup (Irma), Lorant Deutsch (Nestor) et Nicole Croisille

### Consécration à Londres et New York
Jouée au Lyric Theatre de West End, à Londres, à partir 17 juillet 1958 dans une mise en scène de Peter Brook, Irma la douce fut également un énorme succès, grâce au nouveau livret concocté par Julian More, David Heneker et Monty Norman. La version anglaise reprenait en effet des expressions familières françaises et des mots d'argot parisien de l'époque, nourrissant quelques constructions franglaises osées comme « Le Grisbi is le Root of le Evil in Man ». L'expression « Dis donc » revenait régulièrement dans la bouche des acteurs. Un narrateur guidait le public pour faciliter la compréhension.
Irma la Douce fut joué pendant 1 512 représentations à Londres, avec Keith Michell, dans le rôle de Nestor, Elizabeth Seal dans le rôle d'Irma, et Clive Revill, dans celui de Bob le Hotu, le narrateur. Elle fut ensuite transférée au Plymouth Theatre sur Broadway, à New York, à partir du 29 septembre 1960 et resta à l'affiche pour 524 représentations, avec les mêmes acteurs principaux.

## Récompenses et nominations

### Production originale de Broadway
| Année | Récompense | Catégorie                                          | Nomination       | Résultat   |
| ----- | ---------- | -------------------------------------------------- | ---------------- | ---------- |
| 1961  | Tony Award | Best Musical                                       | Best Musical     | Nomination |
| 1961  | Tony Award | Best Performance by a Leading Actress in a Musical | Elizabeth Seal   | Lauréat    |
| 1961  | Tony Award | Best Performance by a Featured Actor in a Musical  | Clive Revill     | Nomination |
| 1961  | Tony Award | Best Direction of a Musical                        | Peter Brook      | Nomination |
| 1961  | Tony Award | Best Choreography                                  | John Heawood     | Nomination |
| 1961  | Tony Award | Best Conductor and Musical Director                | Stanley Lebowsky | Nomination |
| 1961  | Tony Award | Best Costume Design                                | Rolf Gerard      | Nomination |